# إيمانويل فايس
كان إيمانويل «ميندي» فايس (11 يونيو 1906-4 مارس 1944) أحد رموز الجريمة المنظمة الأمريكية. كان شريكًا للويس بوشالتر سيئ السمعة وجزءًا من منظمة بوشالتر الإجرامية المعروفة باسم شركة القتل المحدودة خلال الثلاثينيات وحتى وقت اعتقاله بتهمة القتل في عام 1941، والتي أدين بها وأُعدم في عام 1944. ادعى المكتب الفيدرالي للمخدرات أن فايس وشريكه في الجريمة فيليب "ليتل فارفيل" كوهين متورطون بشكل كبير في تهريب المخدرات. على الرغم من اتهامه بعدة تهم تتعلق بالمخدرات، لم يُحكم على فايس بأي من هذه الجرائم.

## مسار مهني
بدأ فايس كمنفذ لمضربات العمل التي يديرها لويس "ليبك" بوشالتر في عام 1923، وارتقى ليصبح أحد أكثر شركاء بوشالتر الموثوق بهم. كان فايس ناشطًا في صناعة الملابس المربحة لبوشالتر، وبمجرد أن أصبح بوشالتر وجاكوب شابيرو هاربين من العدالة في عام 1937، تولى فايس منصب مدير عام بالإنابة وترك مسؤولاً عن كشوف المرتبات والشؤون المالية.

## مقتل دتش شولتز
تولى فايس شخصيًا عددًا من جرائم القتل المأجور رفيعة المستوى لنقابة الجريمة الوطنية. في 23 أكتوبر 1935، دخل هو وتشارلز العامل إلى قصر تشوب هاوس في نيوارك، نيو جيرسي، لقتل دتش شولتز. صعد فايس إلى النوادل وطلب منهم الاستلقاء على الأرض. في الوقت نفسه، سار وركمان بالقرب من فايس وضرب النار على شولتز ورفاقه الثلاثة. أصيب جميعهم بجروح قاتلة وتوفوا متأثرين بجراحهم في غضون ساعات أو أيام قليلة. بعد إطلاق النار مباشرة، هرب فايس من مكان الحادث وخوفًا من وصول الشرطة الوشيك وقفز إلى سيارة الفرار المنتظرة. أمر سائقهم الهروب، سيمور شيشتر، بذهاب بدون وركمان، الذي كان لا يزال ينهي شولتز في دورة مياه المطعم. نتيجة لتركه وراءه، أُجبر وركمان على العودة إلى نيويورك وحده سيرًا على الأقدام.
في اليوم التالي، قدم وركمان شكوى إلى «مجلس» شركة القتل المحدودة. مفادها أن فايس وبيغي قد تخلى عنهما في مسرح القتل، وهي جريمة يعاقب عليها بالإعدام. دافع فايس عن نفسه بالقول إن وركمان قد عاد إلى غرفة الرجال ليس بغرض التأكد من أن الوظيفة قد اكتملت (كما ادعى وركمان)، ولكن لغرض سرقة أموال شولتز وممتلكاته الأخرى. لذلك، قال فايس، أن المهمة قد أنجزت بالفعل واختار وركمان البقاء في مكان الحادث لأسباب شخصية أنانية، مما يعرض هروبهم للخطر ويزيد من خطر القبض عليهم. في النهاية، كان لويس بوشالتر هو من تمكن من إنقاذ ملازمه فايس من القتل على يد الغوغاء.

## قضية مقتل جوزيف روزين
في 13 سبتمبر 1936، شارك فايس مع لويس كابوني وشولم بيرنشتاين وفيليب "ليتل فارفيل" كوهين وجيمس فيراكو وهاري "بيتسبرغ فيل" شتراوس في مقتل جوزيف روزين، صاحب متجر الحلوى في بروكلين. كان بوشالتر قد أمر بالقتل من أجل منع روزن، الذي كان بوشالتر قد أجبره في وقت سابق على ترك مجال نقل الملابس بالشاحنات، من تنفيذ تهديد بفضح بوشالتر ومضرباته للمدعي العام توماس إي ديوي. صور مسرح الجريمة غير المنشورة سابقًا لمقتل متجر حلوى روزين في كتاب عصابة مدينة نيويورك.  أثبتت هذه الجريمة في النهاية أنها تسببت في إبطال أعمال بوشالتر وفايس ولويس كابوني، ملازم بوشالتر الذي ساعد في إعداد وتنفيذ جريمة القتل

## القبض والإدانة
ظلت قضية مقتل روزن دون حل لما يقرب من أربع سنوات. نظرًا لأن الشرطة لم تكن على علم بأي صلات بين روزين والغوغاء، علاوة على ذلك، لم تكن تعلم بأي أعداء قد يكون لروزن، لم يكن للشرطة خيوط في البداية. علمت الشرطة أخيرًا بعلاقة الغوغاء بالقتل في عام 1940، عندما تحول أبي ريلس إلى مخبر لمحامي مقاطعة بروكلين وليام أودواير ‏ . ورط ريليس فايس وزملائه في جريمة القتل هذه وساعدت الشرطة في القضاء على العديد من جرائم القتل الأخرى التي لم تُحل باعتبارها «ضربات» من الغوغاء. الفرار إلى مدينة كانساس سيتيانتحل فايس، تحت اسم جيمس دبليو بيل، بصفته مديرًا تنفيذيًا لشركة تعدين، لكن تم القبض عليه من قبل عملاء المخدرات التابعين للمكتب الفيدرالي للمخدرات في أبريل 1941 وعاد إلى نيويورك، حيث تم اتهامه رسميًا بقتل روزين.
في أواخر عام 1941، مثل بوشالتر وفايس وكابوني أمام هيئة محلفين في قاعة محكمة بروكلين للقاضي فرانكلين تايلور، بتهمة قتل جوزيف روزين من الدرجة الأولى. أسفرت المعلومات التي قدمها ريليس ومعاطفو الغوغاء الآخرون، مثل ألي تانينباوم وماكس روبين، عن إدانة كل من المتهمين الثلاثة وحكم عليهم بالإعدام. في ليلة السبت، 4 مارس 1944، أعدم فايس وكابوني وبوشالتر بواسطة كرسي كهربائي في سنج سنج لقتلهم روزين.
كانت كلمات فايس الأخيرة قبل إعدامه:
«أنا هنا في حالة مؤطرة. والحاكم ديوي يعرف ذلك. أريد أن أشكر القاضي ليمان.. إنه يعرفني لأنني يهودي. أعط حبي لعائلتي... وكل شيء». 
دفن في مقبرة جبل الخليل، فلاشينغ، نيويورك.
قام جوزيف برنارد بدور فايس في فيلم القتل، وشركة عام 1960.